# Mariano Baena del Alcázar
Mariano Baena del Alcázar (Granada, 9 de septiembre de 1937- Madrid, 6 de enero de 2021) fue un politólogo español que trabajó principalmente en el campo de la teoría de la Administración Pública.

## Trayectoria
Doctor en Derecho y Licenciado en Ciencias Políticas y Sociología, ejerció como catedrático de Derecho Administrativo en la Universidad de Valladolid así como de Ciencia Política y Administración en la Universidad Complutense de Madrid. Además de ejercer altos cargos en la Administración, como magistrado en el Tribunal Supremo, promocionó la creación de la Ciencia de la Administración en España. 
Su aportación al estudio de las sociedades es principalmente la investigación sobre las élites españolas en el periodo 1939-1992. En el campo de la administración, es fundamental su nueva perspectiva respecto al derecho público, centrándose en las cuestiones de eficacia y relaciones de su estructura orgánica y burocrática a diferencia de cómo se había realizado hasta entonces, que se centraba en el control de ésta. En 1996 fundó el ICCA (Instituto Complutense de Ciencia de la Administración), cuya actual directora es Gema Pastor.
En 2007 cesó de sus funciones como catedrático de la Universidad Complutense de Madrid, cuya jubilación fue forzosa al cumplir los setenta años.

## Obras
- Régimen jurídico de la intervención administrativa en la economía. Publicado el 1 de enero de 1966.
- Ciencia de la Administración. Publicado en 1976.
- La Administración en la Constitución junto a Fernando Garrido Falla y Rafael Entrena Cuesta. Publicado en enero de 1980.
- La regulación jurídico-pública de los productos alimentarios: ponencia española del Congreso Italo-Español de Profesores de Derecho Administrativo: Perugia, septiembre 1981. Publicado en 1982.
- Organización administrativa. Publicado en 1988.
- Instituciones administrativas. Publicado en 1992.
- Curso de ciencia de la administración. Publicado en 1994.
- Élites y conjuntos de poder en España(1939-1992). Publicado en 1999.
- Manual de ciencia de la administración. Publicado en 2005.
- La potestad sancionadora de los entes locales. Publicado en 2011.
- Origen y consolidación de la Administración Liberal Española (1838-1900):los órganos centrales. Publicado en 2012.